# Diòxid de zirconi
|  | No s'ha de confondre amb zircó. |

El diòxid de zirconi (ZrO₂), també conegut com a zircònia i que cal no confondre amb el zircó, és un òxid cristal·lí blanc de zirconi. En la seva forma més natural, amb una estructura cristal·lina monoclínica, és el mineral baddeleyita.

## Varietats
Una zircònia dopada estabilitzada d'estructura cúbica, denominada zircònia cúbica, es troba a la naturalesa (encara que rarament) en forma de minerals de tazheranite (Zr, Tu, Ca)O2, però el més normal és obtenir-lo sintetitzat en diversos colors per al seu ús com a gemma. La zircònia cúbica (o circonita), és el diamant d'imitació més conegut.

## Galeria

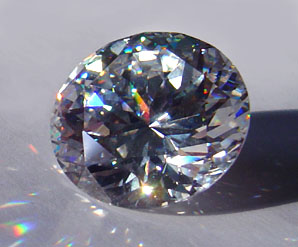
zircònia cúbica
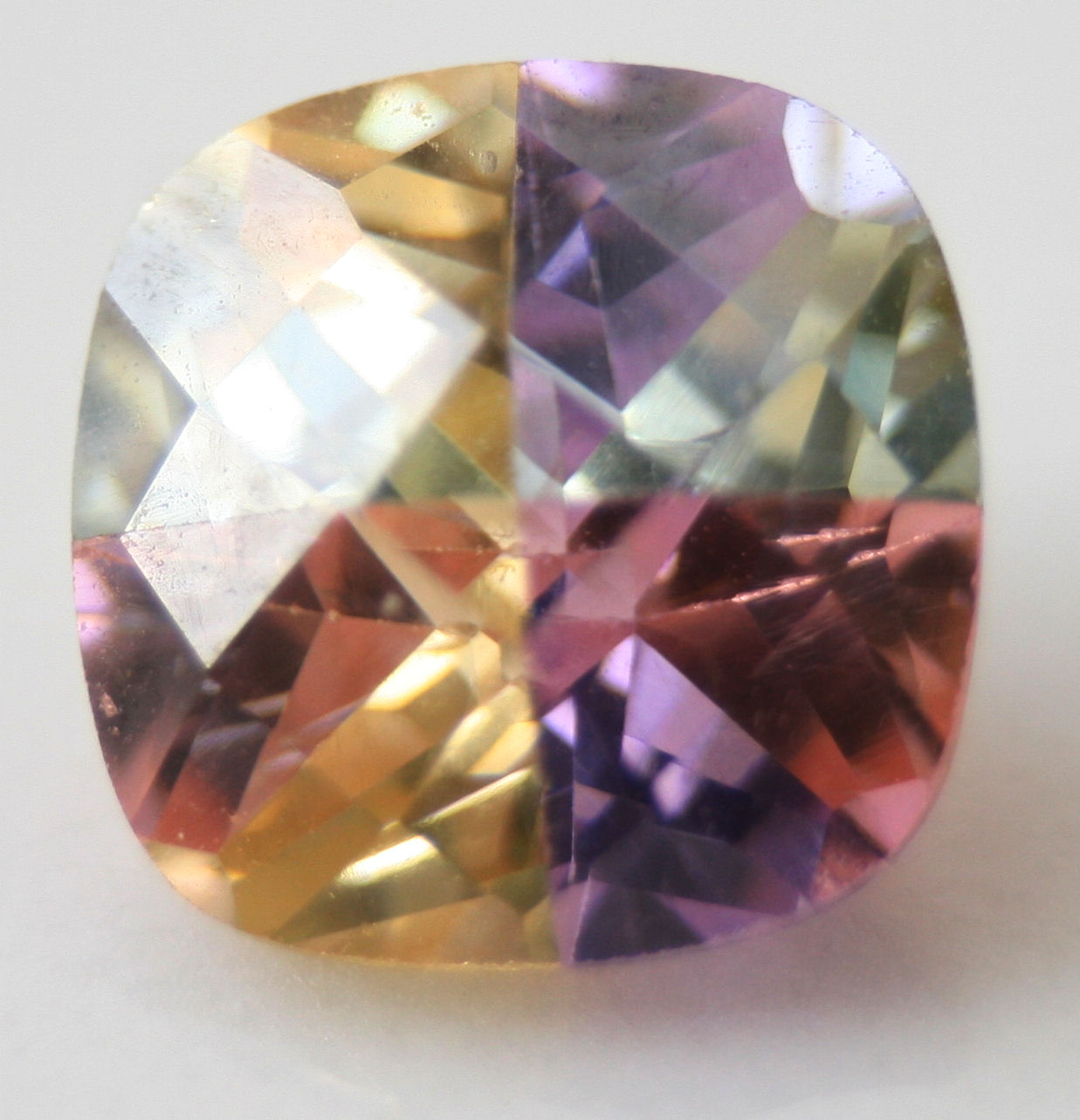
Gemma de zircònia multicolor